# University of Chicago Press
L'University of Chicago Press és el major editor universitari estatunidenc.
Fundat l'any 1891, és administrat per la Universitat de Chicago i publica una àmplia varietat de llibres, incloent llibres de filosofia, astrofísica, economia, crítica literària, etc.
Cada any, l'editorial atorga el Premi Gordon J. Laing a l'autor, editor o traductor d'un llibre publicat en els tres anys anterior que va donar més prestigi a la University of Chicago Press.